# Einsatzgruppe Ägypten
El Einsatzgruppe Ägypten fue un escuadrón de exterminio especial de las SS. Según los historiadores Klaus-Michael Mallmann y Martin Cüppers, su propósito era llevar a cabo el asesinato masivo de judíos en el Mandato británico de Palestina, similar a la forma en que operaban en Europa del Este. El Einsatzgruppe Ägypten se encontraba en Atenas y estaba listo para desembarcar en Palestina en el verano de 1942, uniéndose al Afrika Korps (DAK) liderado por el famoso comandante del desierto, el general Erwin Rommel. El escuadrón de la muerte de Oriente Medio, similar a los que operaban en toda Europa del Este durante la guerra, iba a ser dirigido por el SS-Obersturmbannführer Walther Rauff. Sin embargo, los planes de los nazis para la destrucción del Yishuv no se pudieron llevar a cabo ya que el avance de los nazis en el Norte de África y hacia Palestina se invirtió luego de la derrota del Eje en la Segunda Batalla de El Alamein.
En 2006, Mallmann y Cüppers publicaron Halbmond und Hakenkreuz: Das dritte Reich, die Araber und Palästina. El libro es un estudio del Einsatzgruppe Ägypten y los planes nazis para la aniquilación masiva de judíos en Oriente Medio. Según Shepherd, estos campos de trabajo forzado entraron en vigor cuando el Afrika Korps ya se había retirado y no hay pruebas de contacto entre Rommel y la unidad. Según el historiador Haim Saadon, Director del Centro de Investigación sobre los judíos de África del Norte en la Segunda Guerra Mundial, no había un plan de exterminio: los documentos de Rauff muestran que su principal preocupación era ayudar a la Wehrmacht a ganar, y se le ocurrió la idea de campos de trabajo forzado en el proceso. Esto no fue de ninguna manera benevolente, pero en términos relativos, los judíos del norte de África escaparon de la Solución Final.